# Longessaigne
Longessaigne – miejscowość i gmina we Francji, w regionie Owernia-Rodan-Alpy, w departamencie Rodan.
Według danych na rok 1990 gminę zamieszkiwały 483 osoby, a gęstość zaludnienia wynosiła 41 osób/km² (wśród 2880 gmin regionu Rodan-Alpy Longessaigne plasuje się na 1159. miejscu pod względem liczby ludności, natomiast pod względem powierzchni na miejscu 992.).